# Rhysida suvana
Rhysida suvana är en mångfotingart som beskrevs av Chamberlin 1920. Rhysida suvana ingår i släktet Rhysida och familjen Scolopendridae.
Artens utbredningsområde är Fiji. Inga underarter finns listade i Catalogue of Life.